# Wesele Wesel
Wesele Wesel – doroczne ogólnopolskie spotkanie małżeństw, które miały wesela bez napojów alkoholowych.
Spotkania te mają charakter rekolekcyjno–ewangelizacyjny oraz rozrywkowy. Głównym punktem programu jest bezalkoholowy bal weselny, poprzedzony uroczystym odnowieniem przyrzeczeń małżeńskich. W programie są też konferencje, dyskusje, spotkania z regionalną kulturą, zwiedzanie zabytków.

## Historia spotkań
Miejscami spotkań Wesela Wesel były miejscowości w różnych regionach Polski: w 1995 i w 1996 – Kamesznica, w 1997 - Zamość, w 1998 - Częstochowa, w 1999 - Stary Sącz, w 2000 - Kraków, w 2001 - Białystok, w 2002 - Koszęcin, w 2003 - Ludźmierz, w 2004 - Warszawa, w 2005 - Olsztyn, w 2006 - Wrocław. W dniach 2-5.8.2007 Wesele Wesel gościło w Bydgoszczy , 31.7.-3.8.2008 - w Tarnowie, 30.7.-2.8.2009 - w Łomży, 29.7.-1.8.2010 - w Miejscu Piastowym, 28-31.7.2011 - w Radomiu, 2-5.08.2012 ponownie w Krakowie, 4-7.7.2013 w Wieleniu Zaobrzańskim, 31.7-3.8.2014  jeszcze raz w Kamesznicy. Potem Wesele Wesel gościło w Krynicy-Zdroju w 2015 oraz w Myczkowcach w 2016. Kolejne edycje to Trąbki Wielkie/Gdańsk, 3-6.8.2017 oraz Ludźmierz 26-29.7.2018. 
W 1999 roku delegacja Wesela Wesel przybyła do Rzymu, gdzie dzieło to osobiście pobłogosławił papież Jan Paweł II.
W 2014 Wesele Wesel zostało odznaczone  Statuetką Trzeźwości Św. Jana Chrzciciela przez Konferencję Episkopatu Polski.

## Cele spotkań
Wesele Wesel krzewi ideę wesel bezalkoholowych, zabaw bezalkoholowych i generalnie spędzania wolnego czasu w 100%-owej trzeźwości. Swój program adresuje do organizacji rządowych, samorządowych i pozarządowych, którym bliska jest troska o trzeźwość społeczeństwa. Nie tylko wskazuje na konieczność działań w tej dziedzinie, ale i pokazuje praktyczne sposoby realizacji krzewionych idei. Co roku skupia się na innym aspekcie zagadnienia. Bydgoskie spotkanie przebiegało pod hasłem "Radość w trzeźwości" i było adresowane do wszystkich osób, które chciałyby wesele bezalkoholowe mieć lub zorganizować je np. swoim dzieciom, a także osób zainteresowanych organizacją zabaw bezalkoholowych.

## Prelegenci i kaznodzieje
Wśród prelegentów, celebransów i kaznodziejów, którzy prowadzą konferencje dla uczestników, warto wymienić takie osobistości jak: kardynał Franciszek Macharski i kardynał Stanisław Dziwisz - arcybiskupi metropolici krakowscy, kardynał Zenon Grocholewski z Watykanu, arcybiskup Wojciech Ziemba (jako arcybiskup metropolita białostocki, później warmiński), arcybiskup metropolita warmiński Edmund Piszcz, arcybiskup metropolita przemyski Józef Michalik, arcybiskup metropolita koszycki Alojzy Tkacz (Słowacja), arcybiskup metropolita poznański Stanisław Gądecki, arcybiskup metropolita krakowski Marek Jędraszewski, biskup diecezjalny rzeszowski Kazimierz Górny, biskup diecezjalny bydgoski Jan Tyrawa, biskup diecezjalny łomżyński Stanisław Stefanek, biskup diecezjalny drohiczyński Antoni Pacyfik Dydycz OFMCap, biskup diecezjalny radomski Henryk Tomasik, biskup diecezjalny tarnowski Andrzej Jeż, biskup diecezjalny rzeszowski Jan Wątroba, biskup senior radomski Edward Materski, biskup pomocniczy łowicki Józef Zawitkowski, biskup Marian Duś z Warszawy, biskupi pomocniczy krakowscy Jan Szkodoń i Grzegorz Ryś, arcybiskup metropolita przemyski Adam Szal, biskup pomocniczy wrocławski Andrzej Siemieniewski, biskup pomocniczy tarnowski Wiesław Lechowicz, biskup pomocniczy bielsko-żywiecki Piotr Greger, biskup pomocniczy łomżyński Tadeusz Bronakowski, biskup pomocniczy gdański Wiesław Szlachetka, 
ojciec profesor Karol Meissner OSB, ojciec profesor Aleksander Posacki SJ, ojciec Leon Knabit OSB,
ksiądz profesor Janusz Królikowski, ks. dr Marcin Kołodziej, ks. dr Franciszek Płonka, dr Mieczysław Guzewicz, dr Andrzej Dakowicz, dr Krzysztof A. Wojcieszek, dr inż. Antoni Zięba, dr Andrzej Gołębiowski, dr inż. Jacek Pulikowski, dr Marek Babik, dr Stanisław Bogaczewicz, p. Andrzej Wronka i inni.
Stałą duchową opieką spotkania otacza ks. Władysław Zązel, proboszcz z Kamesznicy, który je zainicjował.

## Artyści
Wesele Wesel miało okazję oglądać i słuchać występów wielu zespołów ludowych, głównie z Podhala, ale także z Kujaw, Podkaparcia, Podlasia, Mazowsza czy Śląska.
Koncertowali podczas spotkań także m.in. Magda Anioł z zespołem, Antonina Krzysztoń, Viola Brzezińska i zespół 'New Day', Jarosław Wajk, dawny wokalista grupy Oddział Zamknięty, Jan Budziaszek z zespołu Skaldowie, zespół Deus Meus.

## Wesela bezalkoholowe
Przyjęcia z okazji zawarcia związku małżeńskiego, podczas których nie serwuje się alkoholu, należą w Polsce do rzadkości, mimo iż Episkopat Polski wspiera takie inicjatywy np. poprzez specjalne listy z błogosławieństwem dla młodej pary. Wyjątkiem jest tu parafia w Kamesznicy, w której odbyło się ponad 200 wesel bezalkoholowych, czyli zdecydowana większość od czasu inicjatywy miejscowego proboszcza ks. Zązla.
Podczas spotkań uczestnicy dzielą się swoimi wrażeniami z wesel bezalkoholowych. Spotkania Wesela Wesel dwukrotnie połączone były z takimi weselami. Wesela bezalkoholowe mają zwykle dwa motywy: społeczny i religijny.